# Almodóvar del Campo
Almodóvar del Campo è un comune spagnolo di 6 477 abitanti situato nella comunità autonoma di Castiglia-La Mancia.
Il comune comprende, oltre al capoluogo, dieci centri abitati minori:
- Fontanosas
- La Bienvenida
- La Viñuela
- Minas del Horcajo (disabitato)
- Navacerrada
- Retamar
- San Benito
- Tirteafuera
- Valdeazogues
- Veredas